# موتيسية متعرجة
موتيسية متعرجة (الاسم العلمي: Mutisia sinuata) هو نوع نباتي يتبع جنس الموتيسية من فصيلة النجمية.